# 愛的大行進
《愛的大行進》（日语：ラヴ・パレード），是日本樂團橘子新樂園（ORANGE RANGE）的第10張單曲。2005年5月25日發行。

## 簡介
是同年由山田孝之、中谷美紀主演的東寶系電影《電車男》的主題曲。橘子新樂園在認真閱讀完《電車男》整本小說之後才針對故事創作出這首歌。
一開始候選歌名有「果醬」（マーマレード）、「弱肉強食」等，後來YAMATO說了一句「愛的大行進怎樣？」，被NAOTO最終決定採用。
由於《電車男》的題材和御宅族密切相關，單曲發售時，被譽為御宅族聖地的秋葉原都將橘子新樂園的單曲、專輯、DVD等作為街頭看板。
單曲發行後連續兩週成為Oricon單曲週榜冠軍，第三週繼續是橘子新樂園的單曲《小姐！請你給我愛》奪冠，所以橘子新樂園連續三週取得Oricon單曲冠軍。
c/w曲《沖葉原INA O-271》的「沖葉原」一詞是將樂團家鄉「沖繩」和「秋葉原」合造成，歌曲中混有電車的聲音。
總銷量44.7萬張，是2005年度日本單曲銷量第8位。

## 曲目
| 曲序 | 曲目                | 备注                         |
| ---- | ------------------- | ---------------------------- |
| 1.   | 愛的大行進（）      | 東寶系電影《電車男》的主題曲 |
| 2.   | 沖葉原INA O-271（） |                              |